# Бабкин, Григорий Данилович
Григорий Данилович Бабкин (1803—1888) — генерал от инфантерии, Бобруйский комендант.

### Биография
Родился 12 (24) ноября 1803 года в семье Даниила Григорьевича Бабкина (1771—19.12.1858), дослужившегося до камер-фурьера.
В июне 1821 года поступил юнкером в лейб-гвардии Семёновский полк, где 8 июля 1823 года был произведён в прапорщики. Выступив с полком в турецкий поход 1828 года, он участвовал в осаде Варны, а затем, в сентябре того же года, находился в рядах войск, атаковавших турецкий укреплённый лагерь и овладевших им.
В 1831 году принимал участие в войне с поляками, и за отличие в сражении при переправе через реку Нарев был награждён орденом Св. Анны 3-й степени с бантом, а за штурм Варшавы — орденом Св. Владимира 4-й степени с бантом. Также он получил Польский знак отличия «Virtuti Militari» 3-й степени.
В 1840 году Бабкин был прикомандирован к лейб-гвардии Преображенскому полку и произведён в полковники; 4 декабря 1843 года за беспорочную выслугу 25 лет в офицерских чинах награждён орденом Св. Георгия 4-й степени (№ 6942 по кавалерскому списку Григоровича — Степанова).
В 1848 году назначен командиром Калужского пехотного принца Прусского полка, 6 декабря следующего года произведён в генерал-майоры и назначен командиром 1-й бригады 4-й пехотной дивизии.
В Восточную войну 1853—1856 годов Бабкин находился в Крыму, где будучи командующим 4-й пехотной дивизией, участвовал в сражении 4 августа на Чёрной речке; на другой день перешёл с дивизией на южную сторону Севастополя и остался там до оставления города. За Крымскую войну Бабкин был награждён орденом Св. Станислава 1-й степени с мечами.
В 1856 году Бабкин командовал запасной дивизией Гренадерского корпуса, затем резервной дивизией 9-го армейского корпуса, а 30 августа 1858 года произведён в генерал-лейтенанты и назначен начальником резервной дивизии 2-го армейского корпуса. В 1863 — 1864 годах Бабкин командовал вновь сформированной 25-й пехотной дивизией, в 1864 году зачислен в запас, в июле 1869 года назначен Бобруйским комендантом, а четыре года спустя зачислен членом Александровского комитета о раненых. 30 августа 1881 года произведён в генералы от инфантерии. Оставался членом Александровского комитета о раненых вплоть до своей кончины.
Умер 12 (24) марта 1888 года в Санкт-Петербурге, похоронен на Волковом православном кладбище (там же похоронены его родные: отец, камер-фурьер 6-го класса Даниил Григорьевич (17.12.1771 — 19.12.1858), мать Анна Гавриловна (06.02.1785 — 26.07.1868), а также братья: полковник лейб-гвардии Семёновского полка Александр Данилович (01.08.1809 — 15.11.1858), генерал-лейтенант Николай Данилович (11.11.1819 — 17.04.1887), подполковник Владимирского уланского полка Павел Данилович (17.11.1817 — 28.05.1867).

## Награды
Российской империи:
- Орден Святой Анны 3-й степени с бантом (1831),
- Знак отличия за военное достоинство 3-й степени (1831),
- Орден Святого Владимира 4-й степени с бантом (1831),
- Орден Святого Георгия 4-го класса (за 25 лет) (1843),
- Орден Святого Станислава 1-й степени с мечами (1855),
- Знак отличия за XXX лет беспорочной службы (1857);
- Орден Святой Анны 1-й степени (1859 год), Имп. корона (1861);
- Орден Святого Владимира 2-й степени (1865),
- Орден Белого орла (1871),
- Орден Святого Александра Невского (1885).

Иностранных государств:
- Прусский Орден Красного орла 2-й степени (1850);
- Австрийский Орден Леопольда 2-й степени (1853)